# Bataille de Douma
Guerre civile syrienne
Batailles
La bataille de Douma est un évènement de la guerre civile syrienne qui débute le 21 janvier 2012 après l'entrée dans la ville d'éléments de l'armée syrienne libre.

## Déroulement

### Prise de Douma
Selon les opposants, l'armée syrienne libre prend la ville sans combattre le 21 janvier et érige des barrages avec des sacs de sable dans les rues de la ville. Selon l'OSDH à la fin de la journée les insurgés contrôlaient toute la ville qui était comme coupée du monde,. Cependant, les comités locaux de coordination démentent la mainmise totale de l'ASL sur la ville puisque, d'après ce groupe d'opposants, l'armée syrienne s'est retirée de la ville, mais peut revenir à tout instant.
Le jour suivant, un groupe d'opposants annonce que l'armée syrienne est entrée dans certaines zones de la ville et en bombarde d'autres, des combats et explosions ont lieu près du pont de Mesraba et de la rue d'Alep, au moins une personne perdra la vie dans ces violences. Selon l'OSDH ce fut une tentative de l'armée pour reprendre la ville.
Une vidéo dans laquelle  l'ASL menace de bombarder le palais présidentiel de Damas et d’exécuter 5 officiers supérieurs capturés,  si l'armée ne cesse pas ses assauts, est diffusée. Dans l'après midi, une autre vidéo montre des insurgés patrouiller dans les rues de la ville tandis qu'ils annoncent que l'armée prépare une offensive avec des chars. À la fin de la journée, deux opposants déclarent à Reuters que les combats ont baissé en intensité et que les insurgés contrôlent toujours les deux tiers des rues principales. Les insurgés ont installé des points de contrôle et un cortège funèbre s'ébranla dans la ville pour porter en terre cinq civils tués lors des combats. D'après les opposants, plus de 150 000 personnes ont participé à ce cortège, ce qui excède le nombre d'habitants de la ville.

### Contre-attaque gouvernementale
Le 25 janvier, un reporter de la BBC, Jérémy Bowen, déclare dans un reportage que le centre de Douma est contrôlé par les insurgésLe jour suivant, l'armée syrienne prend d'assaut Douma en entrant dans la ville par tous les côtés et des soldats pénètrent dans certaines maisons pour arrêter des opposants, selon ce que des activistes de l'opposition rapportent, alors que selon eux l'armée ne rencontre aucune résistance.
Selon d'autres rapports, l'armée fait en réalité face à une forte résistance armée et, d'après Reuters, le gouverneur de la province de Damas, Hussein Makhlouf, cherche à obtenir un cessez-le-feu, comme cela avait été fait à Zabadani,. À l'hôpital de police de Harasta, le personnel affirme que la banlieue de Damas est hors de contrôle gouvernemental et que les insurgés visant des personnes liées au gouvernement, d'après eux des snipers insurgés, ont pris position dans certains minarets.

### Victoire et prise de Douma par l'armée
Le 29 janvier, 2 000 soldats appuyés par des chars tentent de reprendre la banlieue de Damas. 19 personnes seront tuées dans cette opération qui est qualifiée de "guerilla urbaine". Le jour suivant les villes de Douma, Harasta et Saqba étaient assiégées avec des points de contrôle bloquant l'entrée de ces villes, seule une partie de la banlieue échappait encore au contrôle du gouvernement. Le 2 février il est confirmé que l'armée syrienne libre avait fui la ville quelques jours plus tôt avec l'entrée en ville de l'armée qui aurait arrêté des centaines de personnes. Dans la soirée, un cortège funèbre se transforme en manifestation jurant de continuer la protestation